# Huarautambo
Huarautambo (del quechua waraw 'alto y profundo', tampu 'posada') es un sitio arqueológico perteneciente a la cultura inca ubicado en el departamento de Pasco, Perú. El complejo cuenta con puente, palacio y pileta construidos con piedra.
Fue declarado Patrimonio Cultural de la Nación el 25 de marzo de 2003.
El complejo fue construido durante el gobierno de  Pachacútec. Algunos de los edificios más interesantes en Huarautambo son Incahuasi ("casa del Inca"), Warmiwasi ("casa de la mujer") y Phaqcha ("cascada"), un altar para ceremonias de agua.
Paqcha Inca: Pileta imperial inca , magníficamente pulida sobre una roca gigantesca , es una pileta ceremonial de intrincado diseño hidráulico , que servía para el culto del agua.
Edificio Inkawasi  : Fue construida para la nobleza inca , cuenta con 14 hornacinas , en las bases de la construcción usaron arcilla , con el fin de proteger de los desastres naturales , el techo estaba hecho de paja y palos.

## Ubicación
Se encuentra ubicado en la Provincia de Daniel Alcides Carrión, Distrito de Yanahuanca, en el margen izquierdo del río Huarautambo, en la comunidad del mismo nombre. Está situado a 7 kilómetros  de Yanahuanca, en Pasco. El sitio arqueológico de Astobamba está cerca de él.

## Importancia
El sitio arqueológico Huarautambo, edificado entre los siglos XII - XVI, fue un asentamiento inca que servía de tambo (lugar para el descanso y acopio de recursos utilizado por el personal estatal inca) y santuario. Forma parte del Camino del Inca o Qhapaq Ñan y se ubica entre Wanuko Marka (al norte) y el pueblo Pumpu (al sur). Las edificaciones en este lugar muestran dos estilos arquitectónicos, uno inca y el otro yarush, debemos este doble estilo a los hombres constructores, pues algunos eran picapedreros cusqueños, mientras que el resto eran, principalmente, hombres de la cultura Yarush.
En este sitio arqueológico se muestra un cartel informativo muy preciso, el cual evidencia: “Huarautambo: Sitio arqueológico Tawantinsuyu construido entre 1460-1470 d.C en pleno gobierno del inka Pachacuti del Cusco. En Pasco el general Tupa Yupanqui ordenó la edificación del tambo a los expertos picadores de piedra traídos del Cusco, apoyados por trabajadores Yacha, y Yarush dos naciones del intermedio tardío oriundas de la cuenca del rio Chaupiwaranga. El tambo está asociado al Qhapaq Ñan que lo atraviesa. Destacan en el sitio: 1. El edificio Inkawasi 2. El edificio Warmiwasi 3. La Paqcha, altar para ceremonias del culto al agua”. Con el pasar del tiempo este cartel se ha derruido, actualmente son muy pocos los medios informativos que muestran algún dato relevante propio del sitio arqueológico, in situ.
En el sitio arqueológico de Huarautambo podemos encontrar edificaciones que corresponden con palacios, casas, almacenes, piletas, garitas y corrales. El estado de todas estas edificaciones está grandemente destruida; por lo que no se pueden notar a simple vista, con excepción del palacio Inkawasi, Warmiwasi y la Paqcha.

## Galería

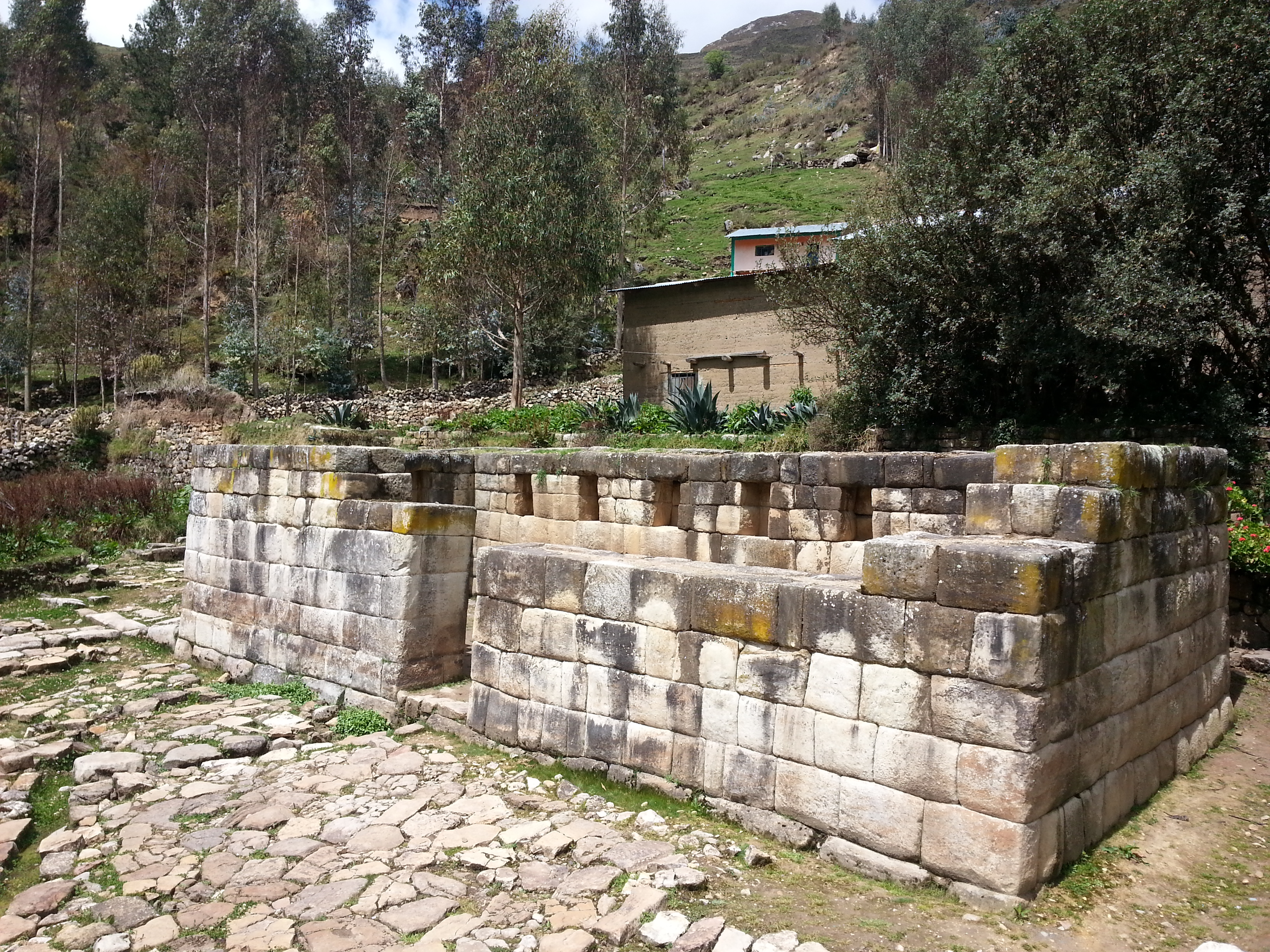
Edificio Inkawasi, Huarautambo, Yanahuanca, Pasco.
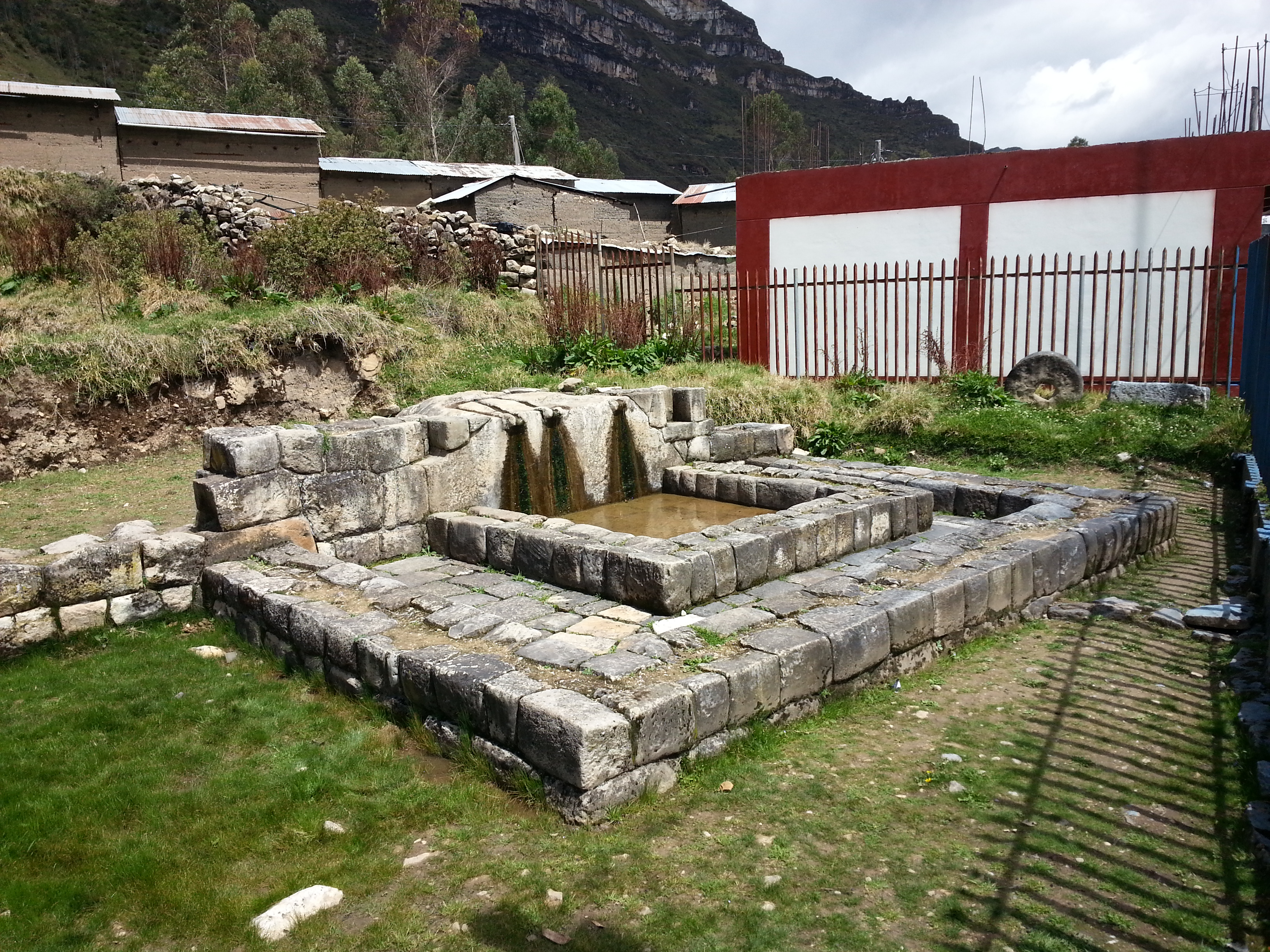
Paqcha o Pileta Inca, Huarautambo, Yanahuanca, Pasco.
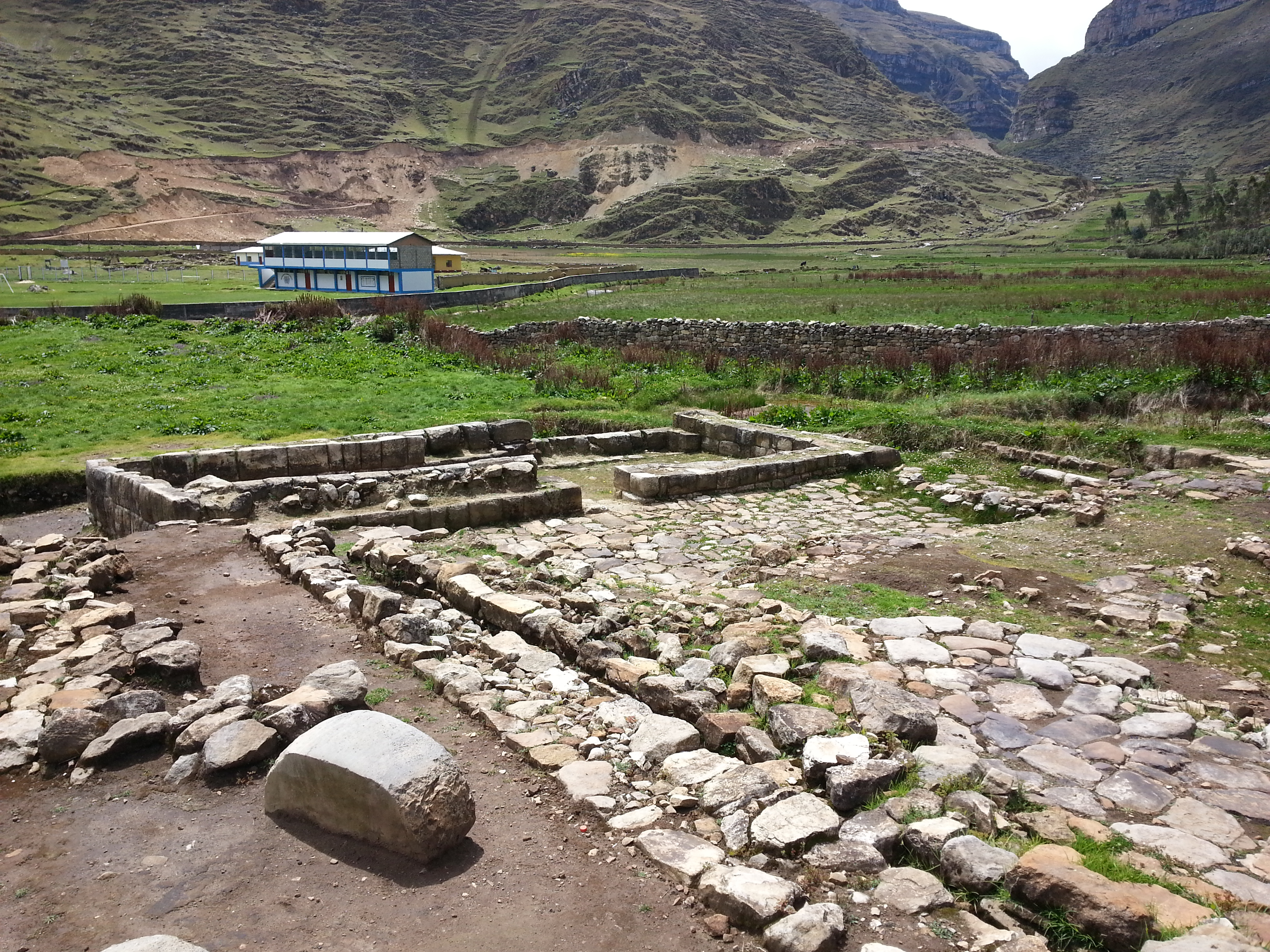
Edificio Warmiwasi, Huarautambo, Yanahuanca, Pasco.
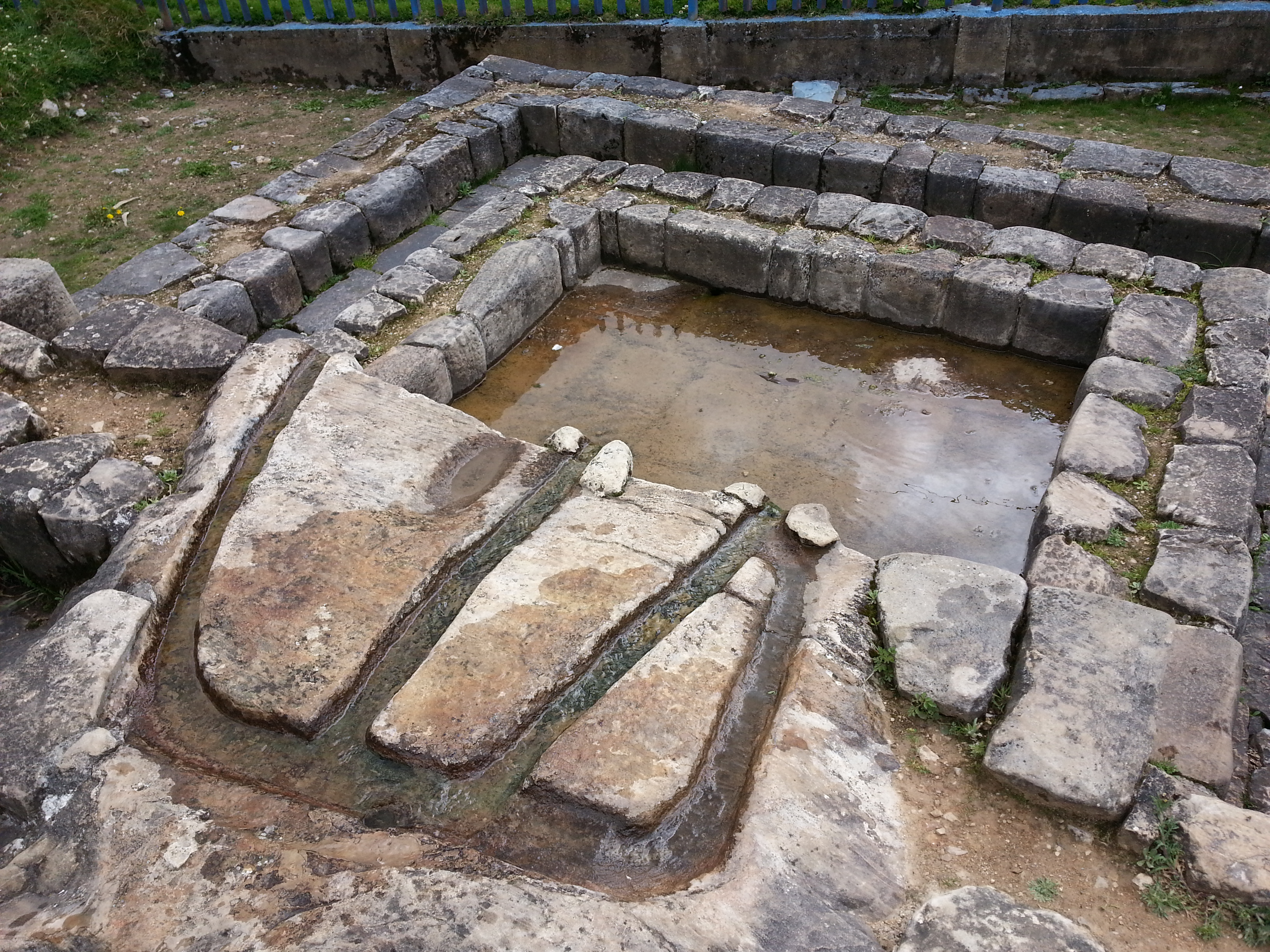
Paqcha Inca, Huarautambo, Yanahuanca, Pasco.

## Cronología
La construcción de este sitio arqueológico se habría dado entre los años de 1460 – 1470 d. C., esta temporalidad ha sido ubicada por algunos arqueólogos en el periodo Intermedio Tardío mientras que otros, como Luis Guillermo Lumbreras lo ubican en el periodo de los Estados Regionales e inicios del Imperio Inca. Sería esta fecha cuando los constructores cuzqueños junto a los hombres Yarush inician la construcción de los diversos recintos, las mismas que serán utilizadas por personales estatales incas hasta la invasión española.